# Porter-Ansatz
Der Porter-Ansatz, benannt nach Alfred William Porter (1863–1939),  stellt das einfachste gE-Modell zur Berechnung von Aktivitätskoeffizienten in einer Mischung zweier Stoffe dar und lässt sich exakt aus der Gibbs-Duhem-Gleichung herleiten. Es hat den Vorteil, dass es nur einen einzigen Parameter {\displaystyle A} benötigt. Die molare freie Exzessenthalpie ergibt sich nach:
{\displaystyle g^{E}=RT\cdot A\cdot x_{1}\cdot x_{2}}
dabei gibt {\displaystyle x} den Stoffmengenanteil des jeweiligen Stoffes im Gemisch an.

## Berechnung der Aktivitätskoeffizienten
Im binären System ergibt sich die gesamte freie Exzessenthalpie nach:
{\displaystyle G^{E}=RT(N_{1}\ln \gamma _{1}+N_{2}\ln \gamma _{2})}
dabei sind
- {\displaystyle R} die allgemeine Gaskonstante
- {\displaystyle T} die absolute Temperatur
- {\displaystyle N} die jeweiligen Stoffmengen der beiden Stoffe
- {\displaystyle \gamma } die Aktivitätskoeffizienten der beiden Stoffe im Gemisch

daher gilt:
{\displaystyle {\frac {\partial (G^{E}/(RT))}{\partial N_{1}}}=\ln \gamma _{1}={\frac {\partial (N_{\text{gesamt}}\cdot g^{E}/(RT))}{\partial N_{1}}}}
Aus
{\displaystyle N_{\text{gesamt}}\cdot g^{E}/(RT)=A\cdot {\frac {N_{1}\cdot N_{2}}{N_{1}+N_{2}}}}
ergibt sich die partielle Ableitung nach der Stoffmenge 1
{\displaystyle {\frac {\partial (N_{\text{gesamt}}\cdot g^{E}/(RT))}{\partial N_{1}}}=A\cdot \left({\frac {N_{2}}{N_{1}+N_{2}}}-{\frac {N_{1}N_{2}}{(N_{1}+N_{2})^{2}}}\right)=A\cdot x_{2}\cdot (1-x_{1})}
Für den Aktivitätskoeffizienten des Stoffes 1 gilt daher:
{\displaystyle \ln(\gamma _{1})=(x_{2})^{2}\cdot A=(1-x_{1})^{2}\cdot A}
Die Herleitung für den zweiten Aktivitätskoeffizient erfolgt analog:
{\displaystyle \ln(\gamma _{2})=(x_{1})^{2}\cdot A=(1-x_{2})^{2}\cdot A}
Das Modell hat aber den Nachteil, dass es eine symmetrische Funktion darstellt und in der Realität keine Bedeutung hat, weil es zu ungenau ist. Immerhin kann man mit diesem Modell zwei flüssige Phasen, d. h. Entmischung, darstellen.